# Philippe Audoin
Pour les articles homonymes, voir Audoin, Rouzeau et Audoin-Rouzeau.
Œuvres principales
- Breton,
- Les Surréalistes

Philippe Audoin (Philippe Audoin-Rouzeau), né le 22 juin 1924 dans le 9e arrondissement de Paris et mort le 15 septembre 1985 à Garches, est un écrivain et essayiste français, membre du groupe surréaliste.

## Biographie

### Famille
Philippe Audoin est le fils de Robert Audoin, sous-lieutenant d'artillerie pendant la Grande Guerre, mobilisé à nouveau en 1939 et fait prisonnier en juin 1940. 
Sa mère, divorcée de Robert Audoin, se remarie en 1939 avec Maurice Rouzeau qui adopte alors Philippe ; le patronyme de la famille devient ainsi Audoin-Rouzeau.
Père de Stéphane Audoin-Rouzeau (historien), Fred Vargas (écrivain) et Jo Vargas (peintre), il est le personnage central de l'ouvrage de son fils Stéphane, Quelle histoire : un récit de filiation, 1914-2014 paru en 2013,.

### Carrière littéraire
Ayant renoncé à vivre de sa plume, Philippe Audoin fait carrière dans l’administration. Il fait, néanmoins, partie de la génération des surréalistes d'après-guerre qui cessèrent leur activité en 1969 au moment de la dissolution du groupe. Figure discrète mais prépondérante du dernier surréalisme, il rencontre André Breton en 1959. Son étude sur l’hôtel Lallemant de Bourges constellé de symboles alchimiques impressionna fortement le poète. Le hasard des circonstances et des rencontres lui permet d'entrer dans le groupe des surréalistes.
Durant cette période, il collabore aux revues surréalistes La Brèche. Action surréaliste, puis à L'Archibras.
Grand connaisseur de l’œuvre de Gérard de Nerval, Philippe Audoin contribue, avec José Pierre, à la dernière exposition internationale du mouvement organisée à Paris, « L’écart absolu », en 1965. En 1966, il intervient lors de la Décade de Cerisy consacrée au surréalisme que dirige Ferdinand Alquié. Après un article fondamental sur les « Jeux surréalistes » (1964), ses ouvrages demeurent liés à sa participation au mouvement, à commencer par son étude sur André Breton (1970) et sa préface aux Champs magnétiques (1971). 

Le romancier Marc Dugain dit de lui : 

« Il était monstrueusement cultivé, intellectuel jusqu'au bout des ongles et doté d'un sens de l'humour ravageur. »

## Publications
- Notice sur les jeux surréalistes dans le Dictionnaire des jeux, Paris, Tchou, 1964.
- Breton, Paris, Gallimard, coll. « Pour une bibliothèque idéale », 1970.
- Bourges. Cité première, Paris, Julliard, 1972.
- Les Surréalistes, Paris, Le Seuil, 1973.
- Préface aux Minutes de sable mémorial de Jarry, 1977.
- Maurice Fourré, rêveur définitif, Paris, Le Soleil Noir, 1978.
- Raconteries, Paris, Ellébore, 1985.
- Joris-Karl Huysmans, Paris, Henri Veyrier, 1985.
- Sur Georges Bataille, Paris, Actual/Le temps qu'il fait, 1987.
- Les capucines aux lèvres d'émail, préface de Claude Courtot, illustrations de Jean-Claude Silbermann, Caen, Le Grand Tamanoir, 2019.
- Mémoires :
  - tome 1, 1979
  - tome 2, 1980